# Vanves
 Vanves  es una comuna (municipio) de Francia, en la región de Isla de Francia, departamento de Altos del Sena, en el distrito de Antony. La comuna coincide con el cantón de su nombre.

## Demografía
| 1 600 | 1 297 | 1 620 | 1 909 | 2 506 | 2 427 | 2 646 | 3 019 | 3 783 | 6 016 | 8 511 | 7 926 | 8 812 | 12 005 | 5 936 | 6 815 | 8 741 | 10 915 | 12 265 | 15 545 | 16 936 | 16 514 | 19 450 | 20 157 | 20 678 | 21 743 | 25 585 | 25 138 | 22 528 | 22 868 | 25 967 | 25 414 | 26 886 |
| Para los censos de 1962 a 1999 la población legal corresponde a la población sin duplicidades (Fuente: INSEE [Consultar]) |       |       |       |       |       |       |       |       |       |       |       |       |        |       |       |       |        |        |        |        |        |        |        |        |        |        |        |        |        |        |        |        |